# سانی ساید (واشینگتن)
سانی ساید (به انگلیسی: Sunnyside) شهری در شهرستان یاکیما ایالت واشنگتن است که در سرشماری سال ۲۰۱۰ میلادی، ۱۵۸۵۸ نفر جمعیت داشته است.